# Konrad von Moltke
Konrad Christian Ludwig Graf von Moltke, auch Conrad von Moltke (* 2. Juli 1861 in Segeberg; † 20. September 1937 in Kassel) war ein preußischer Generalmajor.

## Leben

### Herkunft
Konrad von Moltke entstammte der dänischen I. Linie der uradeligen mecklenburgischen Familie von Moltke. Er war der jüngste Sohn des deutsch-dänischen Verwaltungsjuristen und späteren Regierungspräsidenten Friedrich Adamson von Moltke und dessen ersten Frau Fanny, geborene Gräfin von Rantzau (1824–1866), einer Tochter des Gouverneurs von Lauenburg Graf Christian zu Rantzau auf Gut Rastorf. Sein Bruder war der Vizeadmiral Heinrich von Moltke.

### Werdegang
Konrad von Moltke trat im April 1880 als Sekondeleutnant in das Colbergsche Grenadier-Regiment (2. Pommersches) Nr. 9 der Preußischen Armee ein, avancierte am 22. Mai 1889 Premierleutnant und am 16. August 1893 Hauptmann. Unter Beförderung zum überzähligen Major wurde Moltke am 11. September 1903 seinem Regiment aggregiert und im März 1904 als Ehrenritter in den Johanniterorden aufgenommen. Mit der Ernennung zum Kommandeur des III. Bataillons erfolgte am 18. November 1905 seine Versetzung in das Braunschweigische Infanterie-Regiments Nr. 92. Dort stieg er am 20. Dezember 1910 zum Oberstleutnant auf und wurde am 20. März 1911 zum Stab des 4. Niederschlesischen Infanterie-Regiments Nr. 51 nach Breslau versetzt. Am 22. März 1913 beauftragte man Moltke zunächst mit der Führung des Infanterie-Regiments „von Wittich“ (3. Kurhessisches) Nr. 83 in Kassel und ernannte ihn unter Beförderung zum Oberst am 18. April 1913 zum Regimentskommandeur.
Nach Beginn des Ersten Weltkriegs nahm Moltke mit seinem Regiment zunächst an den Kämpfen im neutralen Belgien um Namur teil und verlegte anschließend an die Ostfront. Von Dezember 1914 bis Mai 1916 war er Kommandeur der 99. Reserve-Infanterie-Brigade bei der 50. Reserve-Division und anschließend als Nachfolger von Karl von Lewinski vom 26. Mai bis zum 9. November 1916 Kommandeur der 40. Infanterie-Brigade bei der 20. Infanterie-Division. Bis April 1917 war er Inspekteur der Marineinfanterie und zugleich Kommandeur der Marine-Infanterie-Brigade. Aus dieser Position wurde er von Walther von Goetze abgelöst. Für einen Monat war er Kommandeur der 21. Infanterie-Division, bevor er bis Januar 1919 die neu aufgestellte 3. Marine-Division führte. Am 6. Juni 1916 war er zum Generalmajor der Marineinfanterie befördert worden. Ab 7. Januar 1919 war er Kommandeur der 76. Infanterie-Brigade und wurde am 19. Mai 1919 aus dem Militärdienst verabschiedet.

### Familie
Am 29. September 1890 heiratete er in Berlin Else Berta von Enckevort (1866–1937). Die Eheleute starben am selben Tag und hatte mehrere Kinder.